# Marc de Beauvau

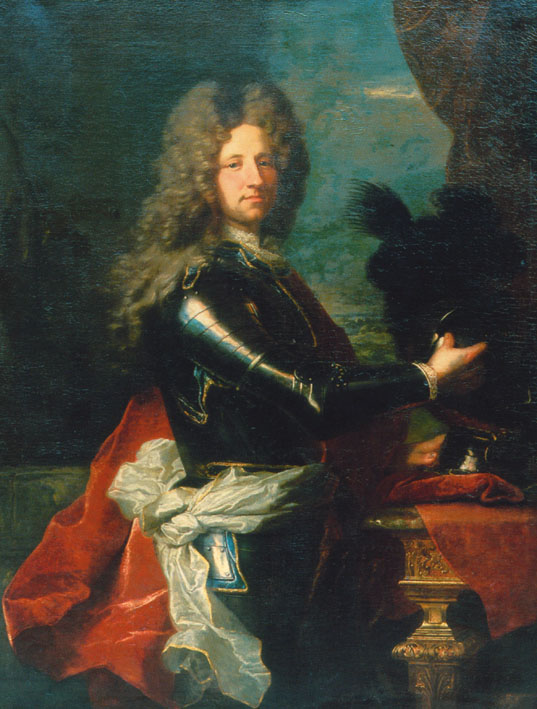
Marc de Beauvau, Prince de Craon, Ölgemälde von Hyacinthe Rigaud, um 1711, Musée Lorrain, Nancy

François Vincent Marc de Beauvau (* 29. April 1679 in Nancy; † 10. März 1754 auf Schloss Haroué) war Marquis de Beauvau, Prince de Craon, Reichsfürst, Marquis de Haroué, Groß-Connétable von Lothringen, Grande von Spanien und Vizekönig der Toskana. Er war auf lothringischer Seite verantwortlich für die Aushandlung und Organisation der Ehe von Herzog Franz Stephan von Lothringen mit der österreichischen Erzherzogin Maria Theresia, die das Herzogtum Lothringen an Frankreich, das Großherzogtum Toskana an Österreich und Franz Stephan die Kaiserkrone brachte.

## Biographie
Marc de Beauvau ist der Sohn von Louis de Beauvau (1638–1703), Marquis de Beauvau, und seiner dritten Ehefrau Anne de Ligny du Charmel. Er war seit Kindertagen der Freund des späteren Herzogs Leopold von Lothringen, seine Frau Anne Marguerite de Lignéville (1686–1772) war dessen Mätresse. Leopold ernannte Marc de Beauvau zum Gouverneur, dann zum Grand écuyer seines Sohnes, des späteren Herzogs und Römischen Kaisers Franz I. Stephan.
Leopold erhob Houdonville (heute Croismare) und Haroué am 21. August 1712 zum lothringischen Marquisat Craon, das in Anlehnung an den alten Familienbesitz Craon in Mayenne benannt wurde. In Haroué baute Marc de Beauvau zwischen 1720 und 1729 das neue Schloss Haroué, das er von Germain Boffrand errichten ließ, dem Architekten von Schloss Lunéville. Schließlich ließ der Herzog von Lothringen seinem Favoriten von Kaiser Karl VI. am 13. November 1722 die Würde eines Reichsfürsten „de Beauvau et Craon“ verleihen, gleichzeitig mit der Ernennung zum 1. Prince de Craon. Am 8. Mai 1727 wurde er Grande von Spanien 1. Klasse.
Marc de Beauvau war verantwortlich für die Aushandlung und Organisation der Ehe von Herzog Franz, seitdem Großherzog von Toskana, mit der Erzherzogin Maria Theresia, die am 12. Februar 1736 nach dem Abschluss der dynastischen Vereinbarungen, die das Herzogtum Lothringen mit Frankreich vereinigte. Der neue toskanische Großherzog Franz (II.), jetzt Schwiegersohn Karls VI. und bald selbst Kaiser, überließ die Verwaltung seines neuen Staates Marc de Beauvau mit dem Titel eines Vizekönigs. Als der polnische König Stanislas Leszczynski 1737 Herzog von Lothringen wurde, wohnt er auf Schloss Haroué und wurde der Liebhaber einer der Töchter von Marc de Beauvau, Marie Françoise Catherine.
1739 wurde Marc de Beauvau von Karl VI. zum Ritter des Ordens vom Goldenen Vlies (Nr. 690) ernannt.
Als Vizekönig der Toskana residierte Marc de Beauvau in Florenz, bis er sich im Alter von 70 Jahren zurückzog. Er starb am 10. März 1754 auf Schloss Haroué. Posthum wurde ihm der Titel eines Maréchal général des camps et armées du Roi verliehen.

## Ehe und Nachkommen
Marc de Beauvau heiratete am 16. Dezember 1704 in Lunéville Anne Marguerite de Lignéville (* 1686 Houécourt; † 12. Juli 1772 Haroué), Reichsgräfin, Ehrendame der Herzogin von Lothringen und Mätresse des Herzogs Leopold I., Tochter von Melchior de Ligniville, comte de Tumejus, lothringischer Kämmerer, und Marguerite Antoinette de Bouzay. Das Ehepaar bekam zwanzig Kinder, acht Söhne und zwölf Töchter:
- Élisabeth Charlotte (1705–nach 1754); ⚭ 1723 Charles Ferdinand François de La Baume, marquis de Saint-Martin et de Pesmes († 1736)
- Anne-Marguerite-Gabrielle (1707–1790); ⚭ (1) 1721 Jacques-Henri de Lorraine, prince de Lixheim (X 1734); ⚭ (2) 1739 Gaston Pierre de Lévis, Marquis (und 1751 Duc) de Mirepoix († 1757) (Haus Lévis)
- Gabrielle Françoise (1708–1758); ⚭ 1725 Gabriel Alexandre de Hénin-Liétard d’Alsace, 1735 Fürst von Chimay († 1745) (Haus Hénin)
- Marie Philippe Tècle (1709–1748), Kanonissin in Remiremont
- Nicolas Simon Juda (1710–1734), genannt Abbé de Craon
- Marie-Françoise-Catherine (1711–1786); ⚭ 1735 Louis François de Boufflers, marquis de Remiencourt († 1751)
- François Vincent Marc (1713–1742), Dr. theol., Abt von Lisle-en-Barrois, 1722 Primas von Lothringen
- Léopold Clément (1714–1723), Malteserordensritter
- Marie Louise Eugénie (1715–1734), 1728–1734 Äbtissin von Épinal
- Henriette Augustine (* 1716), Nonne im Orden von der Heimsuchung Mariens in Paris
- Charlotte Nicole (1717–1787), 1730 Äbtissin von Poussay; ⚭ 1724 Léopold Clément Marquis de Bassompierre († 1787)
- Anne Marguerite (* 1719), Nonne in Paris
- Charles-Juste (1720–1793), 2. Fürst de Beauvau et Craon, 1771 Mitglied der Académie française (Fauteuil 28), 1783 Marschall von Frankreich; ⚭ (1) 1745 Marie-Sophie-Charlotte de La Tour d’Auvergne (1729–1763), Tochter von Emanuel Theodose de La Tour d’Auvergne,  Herzog von Bouillon (Haus La Tour d’Auvergne); ⚭ (2) 1764 Marie-Charlotte-Sylvie de Rohan-Chabot (1729–1807), Tochter von Guy-Auguste de Rohan-Chabot, Comte de Chabot, Witwe von Jean-Baptiste Louis de Clermont d’Amboise, Marquis de Revel
- Elisabeth (* 1722), Kanonisse in Poussy, dann Nonne in Paris
- Ferdinand Jérôme (1723–1790), Marquis de Haroué; ⚭ 1772 Louise Étienne Desmiers d’Archiac, Tochter von Étienne-Louis Desmiers, Comte d’Archiac de Saint-Simon, Lieutenant-général des armées du roi, und Marie d’Anthès, Enkelin von Jean-Henri d’Anthès
- Gabrielle-Charlotte (1724–nach 1790), Kanonissin in Remiremont, Nonne in Juvigny, 1760–1790 letzte Äbtissin von Saint-Antoine-des-Champs in Paris
- Alexandre Louis (1725–1745), Marquis de Craon, gefallen in der Schlacht bei Fontenoy
- Béatrix Alexis (1727–1730)
- Hilarion François Louis (*/† 1728)
- Antoine (1730–1736)